# Азза аль-Майла
А́зза аль-Майла́ (араб. عزة الميلاء‎; ум. ок. 705) — известная певица (кайна) и композитор из Медины.
Она была мавлой ансаров — вольноотпущенницей, принявшей ислам и пользовавшейся покровительством своего бывшего хозяина. Подобное происхождение было обычным для свободных профессиональных музыкантов в Омейядском халифате.
Азза аль-Майла наряду с Джамилой (ум. 720) были одной из двух свободных женщин-музыкантов, которые управляли своим собственным маджлисом, являвшимся формой собраний для развлечения, своеобразным салоном. Для её времени совместное (и женщин, и мужчин) посещение подобных мест было приемлемо, поскольку арабские женщины высших слоёв общества ещё не полностью подверглись гендерной сегрегации. Меджлис играл большую роль в оживлённой музыкальной жизни Медины, в которой музыканты своими выступлениями привлекали как влиятельных людей, так и студентов. Азза аль-Майла выступала в присутствии как женщин, так и мужчин, вызывая восхищение у последних. Они восторгались «красотой Аззы аль-Майлы, её гибкой талией и грациозной походкой, из-за которой её называли „аль-Майла“» (букв. «склонная»).
Оценивая артистические таланты Аззы аль-Майлы, её описывали как музыканта «большого врожденного музыкального таланта, усиленного превосходным голосом и впечатляющим мастерством игры на музыкальных инструментах». Она изучала арабские песни певиц Раики, Сирин и Зернеб, а также композиции известных персидских исполнителей Саиба Хасира и Нашита. Азза аль-Майла сочетала в своём творчестве старые и новые музыкальные веяния, современники называли её «царицей певцов».